# Pistolet Beretta 951R
Beretta 951R – włoski pistolet automatyczny, wersja pistoletu samopowtarzalnego Beretta 951.

## Historia
W 1951 zakłady Beretta rozpoczęły produkcję pistoletu Model 951. W kilka lat później stał się on podstawą do opracowania pistoletu automatycznego przeznaczonego dla funkcjonariuszy ochrony. Poza wyposażeniem w przełącznik rodzaju ognia umożliwiający strzelanie seriami, Beretta 951R posiada dłuższą lufę i cięższy zamek oraz możliwość przyłączenia dodatkowego chwytu pistoletowego. Opracowano także powiększone magazynki o pojemności 10 nab. (są one zamienne ze standardowymi magazynkami 8 nab.)
Produkcję pistoletu Beretta 951R rozpoczęto około 1955 roku. Pistolet był produkowany w krótkich seriach z których ostatnie powstały na początku lat 80. Później Beretta 951R została w ofercie Beretty zastąpiona przez pistolet Beretta 93R.

## Opis
Beretta 951R była bronią samoczynno-samopowtarzalną. Zasada działania oparta na krótkim odrzucie lufy. Zamek ryglowany ryglem wahliwym. Mechanizm spustowy bez samonapinania z kurkowym mechanizmem uderzeniowym. Kurek zewnętrzny. Bezpiecznik w formie kołka w górnej części chwytu. Wciśnięcie w lewą okładkę powoduje odbezpieczenie, w prawą zabezpieczenie broni. Przełącznik rodzaju ognia po prawej stronie szkieletu.
Model 951R był zasilany z wymiennego, jednorzędowego magazynka pudełkowego o pojemności 8 lub 10 naboi, umieszczonego w chwycie. Zaczep magazynka w dolnej części lewej okładki chwytu. Po wystrzeleniu ostatniego naboju zamek zatrzymywany był w tylnym położeniu przez zatrzask zamkowy.
Lufa gwintowana.
Przyrządy celownicze mechaniczne (muszka i szczerbinka).